# Pictionary (TV-program)
Pictionary var ett tävlingsprogram med Lasse Holm på TV4 under 1998 baserat på leken med samma namn.

## Programmet
I varje program tävlar två lag som består av tre personer med att gissa vad deras deras medtävlare ritar.